# Liste der Kulturdenkmale in Holzhausen (Leipzig)
Die Liste der Kulturdenkmale in Holzhausen (Leipzig) enthält die Kulturdenkmale des Leipziger Stadtteils Holzhausen, die in der Denkmalliste vom Landesamt für Denkmalpflege Sachsen mit Stand 2017 erfasst wurden.

## Legende
- Bild: Bild des Kulturdenkmals, ggf. zusätzlich mit einem Link zu weiteren Fotos des Kulturdenkmals im Medienarchiv Wikimedia Commons. Wenn man auf das Kamerasymbol klickt, können Fotos zu Kulturdenkmalen aus dieser Liste hochgeladen werden:
- Bezeichnung: Denkmalgeschützte Objekte und ggf. Bauwerksname des Kulturdenkmals
- Lage: Straßenname und Hausnummer oder Flurstücknummer des Kulturdenkmals. Die Grundsortierung der Liste erfolgt nach dieser Adresse. Der Link (Karte) führt zu verschiedenen Kartendiensten mit der Position des Kulturdenkmals. Fehlt dieser Link, wurden die Koordinaten noch nicht eingetragen. Sind diese bekannt, können sie über ein Tool mit einer Kartenansicht einfach nachgetragen werden. In dieser Kartenansicht sind Kulturdenkmale ohne Koordinaten mit einem roten bzw. orangen Marker dargestellt und können durch Verschieben auf die richtige Position in der Karte mit Koordinaten versehen werden. Kulturdenkmale ohne Bild sind an einem blauen bzw. roten Marker erkennbar.
- Datierung: Baubeginn, Fertigstellung, Datum der Erstnennung oder grobe zeitliche Einordnung entsprechend des Eintrags in der sächsischen Denkmaldatenbank
- Beschreibung: Kurzcharakteristik des Kulturdenkmals entsprechend des Eintrags in der sächsischen Denkmaldatenbank, ggf. ergänzt durch die dort nur selten veröffentlichten Erfassungstexte oder zusätzliche Informationen
- ID: Vom Landesamt für Denkmalpflege Sachsen vergebene, das Kulturdenkmal eindeutig identifizierende Objekt-Nummer. Der Link führt zum PDF-Denkmaldokument des Landesamtes für Denkmalpflege Sachsen. Bei ehemaligen Kulturdenkmalen können die Objektnummern unbekannt sein und deshalb fehlen bzw. die Links von aus der Datenbank entfernten Objektnummern ins Leere führen. Ein ggf. vorhandenes Icon  führt zu den Angaben des Kulturdenkmals bei Wikidata.

## Kulturdenkmale in Holzhausen (Leipzig)
| Bild                                    | Bezeichnung | Lage                                     | Datierung                                                                           | Beschreibung | ID       |
| --------------------------------------- | --- | ---------------------------------------- | ----------------------------------------------------------------------------------- | --- | -------- |
| Direkt Bild zu diesem Denkmal hochladen | Gedenkstein | (Karte)                                  | bezeichnet 1896 (Gedenkstein)                                                       | Steinblock mit Inschrift, sogenannter Jägerstein zur Erinnerung an Alphons Hagemann, Jagdherr und Rechtsanwalt in Leipzig, ortsgeschichtlich von Bedeutung | 08967682 |
| Direkt Bild zu diesem Denkmal hochladen | Ehemaliges Beamtenwohnhaus in offener Bebauung, ohne spätere Anbauten, heute Bibliothek, sowie Vorgarten                                                | Arthur-Polenz-Straße 12 (Karte)          | 1935–1936 (Beamtenwohnhaus)                                                         | alte Ortslage Zuckelhausen, zeittypischer Putzbau mit Klinkergliederung, mit Garageneinbau im Keller, erbaut als Dreifamilienbeamtenwohnhaus, heute Stadtteilbibliothek Holzhausen, ortsgeschichtlich von Bedeutung Zu Beginn der 1930er Jahre wurden wegen eines gestiegenen Personalbedarfs zahlreiche neue Arbeitskräfte bei der Gemeindeverwaltung eingestellt, ohne dass den Beamten wegen der herrschenden Wohnungsnot geeigneter Wohnraum zur Verfügung gestellt werden konnte. Hintergrund war unter anderem das Zusammengehen mit der Gemeinde Zuckelhausen. Am 1. Oktober 1935 erging Bauantrag für ein Dreifamilien-Beamtenwohnheim mit Plänen des ortsansässigen und bauleitenden Architekten J. Heinrich Lieder. Bernhard Ströfer aus Stötteritz übernahm mit seiner Firma die bauliche Umsetzung bis zum Juni 1936. In beiden Hauptgeschossen waren vorgesehen je eine Wohnung mit Vorraum, Wohn- und Speise- sowie Kinderzimmer, einer Kammer nebst Küche, Bad/WC und Vorraum, im Dachgeschoss lag eine kleinere Wohnung. Neben Heizraum und Waschküche wurde im Keller auch eine Garage eingebracht. Geplant war der Einbau einer biologischen Hauskläranlage, damit die Ableitung direkt in die Rietzschke erfolgen durfte. Der zunächst frei stehende Bau wurde ohne Darlehensaufnahme aus Gemeindemitteln finanziert und als Arbeitsmaßnahme zur Linderung der hohen Arbeitslosigkeit im Ort angesehen. Später Nutzung durch die Gemeindeverwaltung und die örtliche Bibliothek sowie als Kindergarten und Standesamt, 1995/1996 Umbau des Kellergeschosses zum „Jugendklub Holzhausen“. Insbesondere durch den eleganten, straßenseitigen Balkonanbau erfährt das mit zeittypischem Walmdach abgeschlossene ehemalige Wohnhaus seine reizvolle architektonische Wirkung. Abgestimmt wirken die zur hellen Putzfassade die aus dunklen Sichtklinkern gefügten Partien, zahlreiche originale Details sind erhalten. Als Zeugnis öffentlich geförderten Wohnungsbaus der 1930er Jahre besitzt das von der Ortsgemeinde erbaute Gebäude einen baugeschichtlichen Wert. LfD/2012, 2017 | 09304387 |
| Direkt Bild zu diesem Denkmal hochladen | Villa, mit Vorgarten und Einfriedung | Arthur-Polenz-Straße 25 (Karte)          | 1928–1929 (Villa)                                                                   | alte Ortslage Zuckelhausen, sparsam dekorierte Putzfassade mit Walmdach und Windfanganbau, repräsentative Arztvilla, Anklänge an den Art-Déco-Stil, baukünstlerisch von Bedeutung | 09259485 |
|                                         | Gedenkstein zur Völkerschlacht 1813 | Auf dem Colmberg (Karte)                 | 1856 (Gedenkstein)                                                                  | erinnert an die Kämpfe zwischen Macdonald und Klenau, errichtet vom »Verein zur Feier des 19. Oktober«, geschichtlich von Bedeutung | 09259521 |
| Weitere Bilder                          | Apelstein Nr. 7 (N) | Auf dem Colmberg (Karte)                 | gesetzt 1861 (Gedenkstein)                                                          | Gedenkstein zur Erinnerung an die Kämpfe der Völkerschlacht bei Leipzig 1813, 15.000 Mann des XI. Korps unter Marschall Macdonald gegen Österreicher unter Klenau, geschichtlich von Bedeutung | 09259520 |
| Weitere Bilder                          | Fabrikantenvilla, mit Pforte und Vorgarten | Christian-Grunert-Straße 1 (Karte)       | 1924–1925 (Fabrikantenvilla)                                                        | Putzfassade mit Satteldach, im traditionalistischen Stil, repräsentatives Gebäude mit interessanter Fassadengestaltung, ehemalige Villa des Fabrikanten Albert Krautzberger, Erfinder und Produzent von Druckluft-Spritzapparaten, bauhistorisch und ortsgeschichtlich von Bedeutung Fabrikgelände und das Wohnhaus des Geschäftsinhabers trennt eine kleine Straße, Albert Krautzberger gab 1924 Pläne für ein Einfamilienwohnhaus in Auftrag und erhielt am 3. Tag des neuen Jahres die Baugenehmigung. Baumeister Bruno Busch übernahm Entwurf und Bauleitung, die Gestattung der Ingebrauchnahme erfolgte im Sommer 1927. Im Frühjahr 1925 übrigens wurde das Vorhaben der Herstellung eines zur Fabrik führenden Anschlussgleises erörtert. Das Wohnhaus erlitt am 20. Februar 1944 einige Dachschäden durch „feindlichen Terrorangriff“. Im Jahr 1953 waren eine Zaunreparatur beabsichtigt und 1954 Arbeiten zur Innenrenovierung, eine Sanierung erfolgte zwischen 2009 und 2015. Wirkungsvoll erhebt sich der verputzte Baukörper hinter einem großzügigen Vorgartenbereich, besitzt seitlich Zugänge und akzentuierend einen prägenden polygonalen Standerker mit Turmabschluss vor einem Dachhaus mit Giebelabschluss. Im Übergang zwischen dem Reformstil und der Auffassung der 1920er Jahre erheischt die architektonische Idee Aufmerksamkeit insbesondere durch die dekorlose helle Putzfassade über Sichtklinkersockel und die mit roten Ziegeln versehene vielgliedrige Dachlandschaft. Von der originalen Einfriedung ist bedauerlicherweise lediglich die kleine Toranlage des linksseitigen Eingangsbereiches erhalten (eine Wiedererrichtung des einfachen Holzzaunes ist für 2018 vorgesehen). Das zur gegenüber liegenden Fabrik gehörende Unternehmergebäude besitzt einen baugeschichtlichen Wert und dokumentiert die Phase der industriellen Ortsentwicklung. LfD/2016, 2017 | 09259486 |
| Weitere Bilder                          | Fabrikgebäude, ehemals Verwaltungs- und Werkstattbau | Christian-Grunert-Straße 2 (Karte)       | 1904–1905 (Fabrik)                                                                  | Putz-Klinker-Fassade, die Firma produziert Druckluft-Spritzpistolen, Zeugnis der Industrieansiedlung im Zusammenhang mit der Bahnanbindung des Ortes Holzhausen, dazugehörig die Fabrikantenvilla Christian-Grunert-Straße 1, baugeschichtlich und ortsentwicklungsgeschichtlich bedeutsam | 09302975 |
| Direkt Bild zu diesem Denkmal hochladen | Turnhalle und Saal | Emil-Altner-Weg 50 (Karte)               | um 1900 (Turnhalle)                                                                 | Klinker-Putz-Fassade mit interessante Fassadengestaltung, von Halbsäulen gerahmten Eingangsbereich, ortsgeschichtlich von Bedeutung | 09259501 |
| Weitere Bilder                          | Gefallenendenkmal | Hauptstraße (Karte)                      | nach 1921 (Gefallenendenkmal)                                                       | Denkmal für die Gefallenen des 1. Weltkrieges; drei Gedenksteine nördlich der Dorfkirche; ortsgeschichtlich von Bedeutung | 09259491 |
| Weitere Bilder                          | Kirchhofsmauer (Torbogen), Gedenkstein und Gedenktafel                                                                                                  | Hauptstraße (Karte)                      | 1768 (Reste der Kirchhofsmauer), 1913 (Gedenkstein), 1954 (Gedenktafel am Torbogen) | Rest der am 18. Oktober 1813 zerstörten Kirchhofsmauer aus dem Jahre 1768 und Torbogen des Alten Kirchhof Holzhausen sowie Gedenkstein an die Völkerschlacht bei Leipzig (bez. 1913) und Gedenktafel (bez. 1954) am Torbogen, geschichtlich von Bedeutung; Torbogen 2004 bei Sturm eingestürzt und wiederaufgebaut. - Gedenktafel mit Inschrift: Ruhm und Ehre den russischen Waffenbrüdern der Armee Bennigsen, die am 18. Oktober unser Dorf von Napoleonischer Tyrannei befreiten. Gemeinde Holzhausen 27. Mai 1954 | 09259472 |
| Weitere Bilder                          | Sühnekreuz | Hauptstraße (Karte)                      | 1524                                                                                | Sühnekreuz (bez. 1524), ehemals Standort an der Stötteritzer Landstraße, 2008/2009 an der Kirche mit Sockel aufgestellt, ortsgeschichtlich von Bedeutung | 09259940 |
| Weitere Bilder                          | Dorfkirche | Hauptstraße (Karte)                      | im Kern 1767 (Kirche), 1818 (Kirche), um 1820 (Kanzelaltar)                         | Kirche mit Ausstattung; rechteckiger Saalbau mit Satteldach, quadratischer Westturm mit Zwiebelhaube und Laterne, baugeschichtlich und ortsgeschichtlich von Bedeutung; - Kirche aus dem 12. Jh. bei Völkerschlacht 1813 niedergebrannt, bis 1818 wiederaufgebaut und eingeweiht, 1857 Turm errichtet. | 09259471 |
| Direkt Bild zu diesem Denkmal hochladen | Portal | Hauptstraße 2 (Karte)                    | bezeichnet 1792 (Portal)                                                            | Portal (mit Schlussstein) eines ehemaligen Gasthofes (Saal und Gasthaus abgebrochen); landschaftstypisches barockes Portal, Geschichts- und Erinnerungswert | 09259495 |
| Direkt Bild zu diesem Denkmal hochladen | Wohnhaus mit Seitengebäuden | Hauptstraße 10 (Karte)                   | um 1880 (Bauernhaus)                                                                | Wohnhaus, Seitengebäude, Scheune, Vorgarten und Einfriedung mit Torpfeilern eines Dreiseithofes; Wohnhaus mit Putzfassade und Krüppelwalmdach, Seitengebäude Ziegelbau, unveränderte Gebäudeteile der Ortskernbebauung des ausgehenden 19. Jahrhunderts, baugeschichtlich von Bedeutung | 09259496 |
| Direkt Bild zu diesem Denkmal hochladen | Wohnhaus mit Seitengebäude | Hauptstraße 33 (Karte)                   | um 1850 (Bauernhaus)                                                                | Wohnhaus und daran angebautes Seitengebäude eines Dreiseithofes, mit Vorgarten; Wohnhaus Putzfassade mit Holzverkleidung und Satteldach, unveränderte Bauten der Ortskernbebauung des 19. Jahrhunderts, baugeschichtlich von Bedeutung | 09259502 |
| Direkt Bild zu diesem Denkmal hochladen | Wohnhaus | Hauptstraße 47 (Karte)                   | 19. Jh. (Bauernhaus)                                                                | Wohnhaus eines ehemaligen Dreiseithofes; mit Putzfassade und Krüppelwalmdach, ortstypisches Gebäude am Ende des alten Ortskernes, baugeschichtlich von Bedeutung | 09259500 |
| Weitere Bilder                          | Denkmal für die Gefallenen der Völkerschlacht bei Leipzig 1813                                                                                          | Kleinpösnaer Straße (Karte)              | 1913 (Denkmal)                                                                      | Granitplatte mit Kalksteinoberbau, österreichisch-ungarischer Doppeladler aus Bronze, mit Inschrifttafel, künstlerisch und geschichtlich von Bedeutung, zur Erinnerung an die in der Völkerschlacht gefallenen Österreicher | 09259470 |
|                                         | Sendeanlage | Kleinpösnaer Straße 39 (Karte)           | 1938 (Sendeanlage)                                                                  | Sendeanlage bestehend aus einem Dienstgebäude, einem Wohngebäude, zwei Nebengebäuden, einem Pförtnerhäuschen, Resten der Einfriedung, sowie Fundamenten der Sendemasten; wichtiges Zeugnis der deutschen Funkgeschichte zwischen 1938 und 1990, militärhistorisch, funkgeschichtlich und technikgeschichtlich von Bedeutung | 09305777 |
| Weitere Bilder                          | Friedhof Zuckelhausen, Sachgesamtheit | Liebertwolkwitzer Straße 43 (Karte)      | um 1900 (Friedhof)                                                                  | Sachgesamtheit Friedhof Zuckelhausen, mit folgenden Einzeldenkmalen (siehe Obj.-ID 09299341): Grabstätte für drei Sowjetsoldaten sowie Allee; alte Ortslage Zuckelhausen, geschichtlich von Bedeutung | 09305936 |
| Weitere Bilder                          | Friedhof Zuckelhausen, Einzeldenkmal Soldatengrab | Liebertwolkwitzer Straße 43 (Karte)      | nach 1945 (Soldatengrab)                                                            | Einzeldenkmal der Sachgesamtheit Friedhof Zuckelhausen (siehe Obj.-ID 09305936): Grabstätte für drei Sowjetsoldaten; alte Ortslage Zuckelhausen, geschichtlich von Bedeutung | 09299341 |
| Direkt Bild zu diesem Denkmal hochladen | Doppelwohnhaus in offener Bebauung, mit Einfriedung und Vorgarten                                                                                       | Mölkauer Straße 49; 51 (Karte)           | 1911–1912 (Doppelwohnhaus)                                                          | Putzfassade mit Mansard-Satteldach, Reformstil-Architektur, ortsentwicklungsgeschichtlich von Bedeutung Am 22. September 1911 wurde Bauantrag gestellt für ein Doppelhaus nebst Waschküche und Geräteschuppen durch den bauleitenden Architekten Georg Schumann aus Paunsdorf. Für Nummer 49 übernahm der Privatmann Friedrich Ernst Wittmar die Kosten, für die 51 der ausführende Maurermeister Max Petersohn, 1912 erfolgte die Schlussprüfung. Jedes Haus – die Eingänge sind seitlich eingeordnet – hatte zwei Etagenwohnungen, mit zwei Stuben, Loggia, Kammer, Küche und Corridor, die Waschküche fand im Keller Einrichtung. In der Intention einer Landhauskolonie standen Heimatstil und Reformstil Pate bei den Entwürfen, glatt verputzt zeigen sich die Fassaden über gelbem Sichtklinkersockel. Einen wirkungsvollen Kontrast bildet das mit naturroten Ziegeln gedeckte Dach, aus gelben Klinkern neu gefügt wurde der Sockel der Einfriedung, ihre Pfeiler wieder mit grünglasierten Ziegeln akzentuiert, nicht dem Original entsprechen Eisenzaun und Tore. Das wirkungsvolle Doppelhaus in offener Bebauung besitzt eine baugeschichtliche Bedeutung, legt Zeugnis ab von der Ortserweiterung am Anfang des 20. Jahrhunderts und die Einflüsse der Gartenstadtbewegung. LfD/2017 | 09259939 |
| Direkt Bild zu diesem Denkmal hochladen | Wohnhaus in offener Bebauung und in Ecklage, mit Vorgarten                                                                                              | Mölkauer Straße 62 (Karte)               | 1928–1929 (Wohnhaus)                                                                | bautechnologisch bemerkenswerte Stahlfassade mit Klinkersockel und Walmdach, mit interessant gestaltetem Eingangsbereich, eine Zeit lang als Gasthaus genutzt (daher auch Stahlgasthaus genannt), ortshistorisch und baugeschichtlich von Bedeutung Auf dem Eckgrundstück – ehemals Zweinaundorfer und Stötteritzer Straße – ließ Albert Seckel 1928–1929 ein Wohn- und Gastwirtschaftsgebäude errichten. Bauleitender entwerfender Architekt war der in Zuckelhausen ansässige Baumeister Willy Kober. Der zweigeschossige Baukörper entstand über Sichtklinkersockel jedoch als Stahlhaus – ausgeführt von der Leipziger Tresorbaufirma Braune & Roth. Diese Firma fertigte ab 1926 Stahlhäuser (erstes Musterhaus in Beucha, Weidenweg 3), in zeitgleicher Konkurrenz zur ebenfalls in Leipzig tätigen Firma von Carl Kästner. Die eingereichten Entwürfe zeigen achtzehn Zentimeter dicke Außenwände, massive Decken zwischen Keller/Erdgeschoss sowie den beiden Wohnetagen, eine Holzbalkendecke zum Dachboden. Während im ersten Stock die Wirtswohnung, Toiletten und sieben Fremdenzimmer vorgesehen waren kamen darunter ein mit Harmonikawand zu teilendes Gesellschafts- und ein Tagungszimmer neben Gastraum, Wohnzimmer, Küche, Ausgabe und Aborte unter, der rückwärtige Treppenhausanbau wirkt überzeugend. Im Jahresverlauf 1932 bis 1934 fügte Architekt Leopold de Potter dem mit einem wirkungsvollen Mansarddach versehenen Haus eine Kolonnade zur Erweiterung der Gasträume an (Bauherr Albert Seckel). Der eingeschossige Anbau an der Vorderfront hat nach Sanierung die auf den bauzeitlichen Planunterlagen sichtbare Eleganz jedoch eingebüßt, eine Garage auf dem Grundstück stammt von 1956. LfD/2017 | 09259490 |
| Direkt Bild zu diesem Denkmal hochladen | Doppelwohnhaus in halboffener Bebauung (bauliche Einheit mit Nr. 96/98), mit Vorgarten und Garage                                                       | Mölkauer Straße 92; 94 (Karte)           | 1912–1913, Nummer 92 (Doppelwohnhaus)                                               | Putzfassade, von Säulen gerahmter Portalvorbau, bildet mit Nummer 96/98 Ensemble, baugeschichtlich und ortsentwicklungsgeschichtlich bedeutsam als Beamtenwohnhausgruppe der Maschinenfabrik Karl Krause Der im Herbst 1912 eingereichte Bauantrag umfasste vier Landhäuser (als zwei Doppelhäuser ausgebildet), welche die Firma Karl Krause aus Leipzig-Anger durch den Architekten William Zweck entwerfen ließ, jedoch selbst ausführte. In jedem Gebäude konnten ab Februar 1914 jeweils zwei Beamten-Familien einziehen. Es gab nur ein Vollgeschoss mit Flur, Wohnzimmer, Küche nebst Speisekammer, Besenkammer, Abort, seitlich oder rückwärtig eine überdachte Veranda sowie zur Straße hin einen zusätzlichen überdachten Sitzplatz. Mit dem neben der Küche eingerichteten Planschraum dürfte die Waschküche und/oder das Bad gemeint sein. Dem Baukörper seitlich angeschlossen war jeweils ein Schuppen, der später zumeist in Garagen umgewandelt wurde. Unter dem wirkungsvollen, beinahe die doppelte Höhe des Parterre messenden Dachs waren weitere Wohnräume und Kammern eingerichtet. Äußerlich prägen Putzfassade und Ziegeldach, hölzerne Klappläden an Fenstern mit kleinteiliger Sprossung, eine verbretterte Giebelspitze und insbesondere verleihen die kleinen Vorbauten der Baugruppe den gewünschten Charme eines Landhauses, dazugehörig sind Vorgarten und Garten. Das Gebäude besitzt einen baugeschichtlichen und sozialgeschichtlichen Wert. LfD/2018, 2019 | 09259937 |
| Direkt Bild zu diesem Denkmal hochladen | Doppelwohnhaus in halboffener Bebauung und in Ecklage (bauliche Einheit mit Nr. 92/94), mit Vorgarten und Garage                                        | Mölkauer Straße 96; 98 (Karte)           | 1912–1914 (Doppelwohnhaus)                                                          | Putzfassade, architektonisch bemerkenswertes Ensemble mit Nummer 92/94, baugeschichtlich und ortsentwicklungsgeschichtlich bedeutsam als Beamtenwohnhausgruppe der Maschinenfabrik Karl Krause Im Oktober 1906 waren Bedingungen zum Bebauungsplan der Firma Karl Krause formuliert worden. Ein im Herbst 1912 eingereichter Bauantrag umfasste vier Landhäuser, welche die in Leipzig-Anger ansässige Firma durch den Architekten William Zweck entwerfen ließ, selbst jedoch ausführte. Ab Februar 1914 konnten beamtete Unternehmensangestellt mit ihren Familien einziehen. Es gab nur ein Vollgeschoss mit Flur, Wohnzimmer, Küche nebst Speisekammer, Besenkammer, Abort, seitlich oder rückwärtig eine überdachte Veranda sowie zur Straße hin einen zusätzlichen überdachten Sitzplatz. Mit dem neben der Küche eingerichteten Planschraum dürfte die Waschküche und/oder das Bad gemeint sein. Dem Baukörper angeschlossen war jeweils ein Schuppen, der später zumeist in Garagen umgewandelt wurde. Unter dem wirkungsvollen, sehr hohen Dach waren weitere Wohnräume und Kammern eingerichtet. Äußerlich prägen Putzfassade und Ziegeldach, hölzerne Klappläden an Fenstern mit kleinteiliger Sprossung, eine verbretterte Giebelspitze und vor allem die kleinen Vorbauten verleihen der Baugruppe den gewünschten Charme eines Landhauses, dazugehörig sind Vorgarten und Garten. Das Gebäude auf einem Eckgrundstück besitzt einen baugeschichtlichen und sozialgeschichtlichen Wert. LfD/2019 | 09259936 |
| Direkt Bild zu diesem Denkmal hochladen | Wohnhaus in offener Bebauung mit Vorgarten | Parkstraße 14 (Karte)                    | 1933–1934 (Wohnhaus)                                                                | Putzfassade mit Klinkergliederung, Walmdach, schönes vorgelagertes Portal mit bogenförmigem Giebelabschluss und Glasfenster, qualitätvolles Wohngebäude, baugeschichtlich von Bedeutung Dreizehn Monate genügten für das Vorhaben eines Wohngebäudes mit Einfriedung, 1933 von dem 1900 in Lindenau geborenen Architekten Julius Heinrich Lieder als Bauherr, Entwerfender und für die statischen Berechnungen verantwortlich. Möglicherweise übernahm er selbst auch die Ausführung des Hauses an der damaligen Meusdorfer Straße. Auf den 31. Dezember 1944 datiert eine Rechnung über die Behebung von Bombenschäden durch Zimmerei und Baugeschäft Oswald Schulze. Das Haus das hinter einem ungewöhnlich breiten Vorgarten auf dem Areal steht, ist saniert. Raffiniert führt die Einfriedung aus Klinkermauerwerk und zwischen Pfeiler gespannten (heute neuen) Metallfeldern auf das Grundstück – der Zugang lenkt Blick und Schritte über eine außerordentlich großzügige Freitreppe zum Hauseingang. Deutlich zeigt sich das aufragende Kellergeschoss aus Sichtklinkermauerwerk, rechter Hand fand eine Garage in einem Anbau ihre Einrichtung. Sehr Repräsentativ wirkt der villenartige Baukörper, der auf den ersten Blick scheinbar nur eine Wohnetage besitzt. An den Giebelseiten jedoch deuten Dachhäuser auf dahinter liegende Wohnräume hin. Ein profiliertes Klinkerportal rahmt die aus zwei Flügeln bestehende Eingangstür, ein darüber sichtbares Zwerchhaus mit Handrundabschluss und farbiger Verglasung erheischt Aufmerksamkeit. Sonst herrscht Strenge und Klarheit, ein Walmdach überfängt den Baukörper. Ein Zwillingsbruder des Hauses ist in der Wiederitzscher Lindenstraße 54 zu finden (1935–1936 errichtet). Der Einfamilienhausbau besitzt einen ortsgeschichtlichen, architekturhistorischen und baukünstlerischen Wert. LfD/2019 | 09259517 |
| Direkt Bild zu diesem Denkmal hochladen | Wohnhaus in offener Bebauung, mit Toreinfahrt und Vorgarten                                                                                             | Parkstraße 39 (Karte)                    | 1930–1931 (Wohnhaus), 1932–1933 (Toreinfahrt)                                       | zeittypische Putz-Klinker-Fassade mit Walmdach, gut erhaltenes Beispiel für Architektur im Stile der 1930er Jahre, baugeschichtlich von Bedeutung Das Grundstück wurde unter der Ortsliste 450 Abt. A für Zuckelhausen geführt, nachdem zwischen Baubeginn im Oktober 1930 und der zum 7. Januar des Jahres 1932 erfolgten Schlussprüfung ein Einfamilienwohnhaus errichtet worden war. Als Bauherr trat Fleischermeister Heinrich Moritz Lahse in Erscheinung, als bauleitender Entwurfsarchitekt J. Heinrich Lieder. Abgelehnt wurde 1992 ein Antrag auf Bauvorbescheid für ein sechs Wohneinheiten umfassendes neues Mehrfamilienwohnhaus auf dem Grundstück mit zwei Vollgeschossen und ausgebautem Dach. Einfriedung und Garage entstanden nach Vollendung des Wohngebäudes in den Jahren 1932 bis 1933. Eingedenk einer praktikablen Nutzung des Inneren zeigt sich das Äußere des verputzten Baukörpers kompakt, ergänzt durch unterschiedliche kleine Anbauten. Sichtklinkerflächen stehen als Kontrast zur hellen Putzfassade für die zeittypische Gestaltungsauffassung, Ausstattungselemente sind wohl größtenteils überkommen. Nicht ganz geglückt erscheint der über dem Windfang bzw. Balkon aufgesetzte Wintergarten. Für den sehr individuell gestalteten Privatwohnungsbau der 1930er Jahre besteht ein baugeschichtlicher Wert. LfD/2016, 2017 | 09259515 |
| Direkt Bild zu diesem Denkmal hochladen | Wohnhaus in offener Bebauung, mit Vorgarten und Garage                                                                                                  | Parkstraße 41 (Karte)                    | 1931 (Wohnhaus)                                                                     | Putz-Klinker-Fassade mit Walmdach, gut erhaltenes Beispiel für Wohnhaus-Architektur der 1930er Jahre, baugeschichtlich von Bedeutung | 09259514 |
| Direkt Bild zu diesem Denkmal hochladen | Wohnhaus in offener Bebauung, mit Vorgarten | Parkstraße 47 (Karte)                    | 1934–1935 (Wohnhaus)                                                                | Putzfassade mit Walmdach, interessant gegliederter Baukörper mit Putzdekoration im Stil der 1930er Jahre, baugeschichtlich von Bedeutung Willy Kober zeichnete als bauleitender Architekt und Baumeister verantwortlich für die Ausführung eines Einfamilienwohnhauses, dessen Fassaden sich verputzt und dessen Dach sich mit naturfarbigen Biberschwanzziegeln zeigte. Im Herbst 1934 unterzeichnete der Bauherr und Kaufmann Oskar Curt Heller aus Schönefeld die Antragsunterlagen, zum 3. Juni 1935 wurde die Ingebrauchnahme gestattet. Ein Firmenbogen von 1940 nennt als Geschäftsadresse der Fa. Heller, Schürzen- und Wäsche-Fabrikation, die Katharinenstraße 16 in Leipzig. Der zweigeschossige kubische, dennoch vornehm wirkende Baukörper wird von einem hohen Walmdach mit anlaufenden Graten bedeckt. Asymmetrisch angeordnete Anbauten – ein straßenseitig halbrunder Standerker mit Kegeldach, ein seitlicher Eingangsvorbau mit Balkon und eine geschwungene Treppe – bereichern spannungsvoll der Erscheinungsbild. Klinkerpartien und unterschiedliche Putzstrukturen verleihen dem Gebäude Oberflächenreiz, zu dem weiter auch die akzentuiert eingesetzte Art-Déco-Ornamentik beiträgt. Teile der Ausstattung sind erhalten. Für den Privatwohnungsbau in der Holzhausener Siedlung besteht ein baugeschichtlicher Wert. LfD/1997, 2017 | 09259516 |
|                                         | Garten eines ehemaligen Landsitzes, heute Teil eines Kindergartens (Kindergartenneubau – kein Denkmal), mit Pavillon, drei Steinbänken und Blumenschale | Russenstraße 135 (Karte)                 | 19. Jh. (Villengarten/Landhausgarten)                                               | alte Ortslage Zuckelhausen, Garten mit Altbaumbestand, ortsgeschichtlich und gartenhistorisch von Bedeutung | 09259933 |
| Direkt Bild zu diesem Denkmal hochladen | Wohnhaus in offener Bebauung, mit Vorgarten | Steinbergstraße 6 (Karte)                | 1928–1929 (Wohnhaus)                                                                | Putzfassade, Klinkersockel, ausgebautes Walmdach, bildet zusammen mit Nummer 8 schönes Ensemble mit interessanter Fassadengestaltung durch gelben, grünen und roten Putz und Verwendung von rotem Klinker, baugeschichtlich von Bedeutung | 09259513 |
| Direkt Bild zu diesem Denkmal hochladen | Wohnhaus in offener Bebauung und in Ecklage, mit Vorgarten                                                                                              | Steinbergstraße 8 (Karte)                | 1930–1931 (Wohnhaus)                                                                | Putzfassade, Klinkersockel, ausgebautes Walmdach, Innenausstattung aus der Erbauungszeit, bildet zusammen mit Nummer 6 ansprechendes Ensemble, baugeschichtlich von Bedeutung Freistehend auf einem Eckgrundstück mit recht breitem Vorgartenbereich steht ein Mehrfamilienwohnhaus, das 1930/1931 im Auftrag des Gemeinderates zur Linderung der Wohnungsnot im Ort erbaut wurde. Bürgermeister Küchler unterzeichnete den Vertrag, die Ausschreibung gewann Max Petersohn für die bauliche Umsetzung. Grundlage bildeten Entwürfe des auch mit der Bauleitung beauftragten Architekten, Herrn Baumeister Willy Kober aus Zuckelhausen. Eine zunächst dreigeschossige Planung erfuhr ihre Reduzierung auf zweigeschossige Bauweise. Aus einem Doppelhaus mit insgesamt zehn Wohnungen erfolgte die Reduktion auf insgesamt je zwei Wohnungen in Parterre und Obergeschoss sowie eine Mietpartei unterm Dach. Das Haus wirkt recht unfertig, wenn man die fensterlose Giebelwand und den hohen Dachgiebel ins Auge nimmt. Auffallend ist der Klinkersockel, für den Rohbausteine aus Narsdorf oder der Ziegelei und Tonsteinfabrik, C. Stötzner & Co. KG Holzhausen vorgesehen waren. Die helle Putzfassade wird durch ein grünes Band – eingespannt zwischen die beiden Fensterreihen – und eine in gleichem Farbton gehaltene Traufzone mit weit vorstehendem Traufkasten akzentuiert (vgl. auch das in etwa zeitgleich erbaute Wohnhaus Steinbergstraße 6). Markant ist der hofseitige Eingangsrisalit mit Zwerchhaus und einem Fensterband vor der Treppenzone. Ziegel für den Mauerwerksverband lieferte Fa. Knoth aus Zwenkau. Vom März 1997 stammt die denkmalschutzrechtliche Stellungnahme zur bevorstehenden Sanierung. Für das Haus, das in unmittelbarem Zusammenhang mit Steinbergstraße 6 zu sehen ist, besteht ein bau- und sozialgeschichtlicher Wert. LfD/2018, 2019 | 09259512 |
| Weitere Bilder                          | Apelstein Nr. 27 (N) | Stötteritzer Landstraße (Karte)          | bezeichnet 1863 (Gedenkstein)                                                       | Gedenkstein zur Erinnerung an die Kämpfe der Völkerschlacht bei Leipzig 1813, 15.000 Mann des XI. französischen Korps unter Marschall Macdonald gegen die Armee von General Bennigsen, geschichtlich von Bedeutung | 09259469 |
| Direkt Bild zu diesem Denkmal hochladen | Grabmale auf einem Friedhof | Stötteritzer Landstraße 4a (Karte)       | nach 1876 (Grabmal)                                                                 | ältere Grabmale auf dem kirchlichen Friedhof Holzhausen, ortsgeschichtlich von Bedeutung | 09299331 |
| Direkt Bild zu diesem Denkmal hochladen | Wohnhaus | Stötteritzer Landstraße 6 (Karte)        | 19. Jh. (Wohnhaus)                                                                  | eingeschossiger Putzbau mit Satteldach, gut erhaltenes Beispiel der Ortsbebauung des 19. Jahrhunderts, sozialgeschichtlich von Bedeutung | 09259519 |
| Direkt Bild zu diesem Denkmal hochladen | Wohnhaus und Scheune eines Bauernhofes | Stötteritzer Landstraße 16 (Karte)       | um 1880 (Bauernhaus)                                                                | Wohnhaus mit Putzfassade und Satteldach, ortsbildprägendes Hofensemble in städtebaulich wichtiger Lage | 09259505 |
|                                         | Schule und Turnhalle | Stötteritzer Landstraße 21 (Karte)       | 1901 (Schule), 1929 (Schulturnhalle)                                                | historisierende Putzfassade mit ansprechender Architektur, Turnhalle im Stil der 1920er Jahre, Gebäude von ortshistorischer und sozialgeschichtlicher Bedeutung | 09259518 |
| Direkt Bild zu diesem Denkmal hochladen | Wohnhaus in offener Bebauung | Stötteritzer Landstraße 28 (Karte)       | um 1905 (Wohnhaus)                                                                  | Putzfassade mit zwei rekonstruierten Gesprengegiebeln und seitlichem Turmanbau, straßenbildprägendes Gebäude, ehemalige Bahnhofsgaststätte, heute Apotheke, baugeschichtlich und ortsentwicklungsgeschichtlich von Bedeutung | 09259510 |
| Direkt Bild zu diesem Denkmal hochladen | Wohnhaus in offener Bebauung, mit Garten und Nebengebäude                                                                                               | Stötteritzer Landstraße 29 (Karte)       | 19. Jh. (Wohnhaus)                                                                  | Wohnhaus Putzfassade mit Schwebegiebeln, Anklänge an den Schweizerstil, Nebengebäude Putzfassade mit Fachwerk, mit interessanter Fassadengestaltung, baugeschichtlich von Bedeutung | 09259504 |
| Direkt Bild zu diesem Denkmal hochladen | Ehemaliges Gemeindeamt, mit Schuppengebäude im Hof und Hofpflaster                                                                                      | Stötteritzer Landstraße 31 (Karte)       | um 1929 (Gemeindeamt)                                                               | Putzfassade mit Walmdach, im Stil der 1920er Jahre, straßenbildprägendes Gebäude, von ortsgeschichtlicher Bedeutung | 09259507 |
| Direkt Bild zu diesem Denkmal hochladen | Mietshaus in offener Bebauung | Stötteritzer Landstraße 33 (Karte)       | 1910 (Mietshaus)                                                                    | mit Laden, Putzfassade über Klinkersockel, Standerker mit Zierfachwerk, Wohn- und Geschäftsbau im Zentrum des Ortserweiterungsgebietes zwischen Bahnhof und Gemeindeamt, ortsentwicklungsgeschichtlich und baugeschichtlich von Bedeutung Entwurf und Bauleitung für das 1910 errichtete Wohn- und Geschäftshaus in unmittelbarer Nähe zum Holzhausener Bahnhof übernahm der in Leipzig-Stötteritz ansässige Architekt Alfred Nitzschke. Bauherr des Gebäudes in der damaligen Bahnhofstraße 7 war Oswald Schulz. Drei breite Fensterachsen gliedern den verputzten Baukörper, wobei mittig ein polygonaler Standerker vortritt und von einem Dachhaus optisch verlängert wird. Die Sichtfachwerkkonstruktion der Obergeschosse besitzt interessanterweise sehr unterschiedliche Schmuckmotive. Während der Zugang über den Hof erfolgt, öffnet sich zur Straße ein kleiner original erhaltener Laden über drei Kunststeinstufen. Pro Etage eine Wohnung mit Schlafstube, drei Stuben, Kammer, Küche, Bad und Vorsaal sowie AWC. Am 20. Februar 1944 Beschädigungen durch einen alliierten Luftangriff, 1996/1997 Vorhaben für weiteren Dachgeschossausbau. Das Gebäude ist authentischer Zeuge des wichtigsten Ortserweiterungsgebietes, in dem sich neben Mietshäusern, Fabriken und dem Bahnhof auch das im Art-Déco-Stil auf dem südlichen Nachbargrundstück errichtete Gemeindeamt Holzhausen befindet. LfD/2009 | 09302862 |
|                                         | Empfangsgebäude | Stötteritzer Landstraße 35 (Karte)       | 1900 (Empfangsgebäude)                                                              | Putzfassade, Krüppelwalmdach, Eisenbahnstrecke Leipzig–Geithain, km 9,73, Gebäude von ortsgeschichtlicher und eisenbahngeschichtlicher Bedeutung | 09259508 |
| Direkt Bild zu diesem Denkmal hochladen | Wohnhaus in halboffener Bebauung und Nebengebäude im Hof                                                                                                | Stötteritzer Landstraße 43 (Karte)       | um 1880 (Wohnhaus), bezeichnet 1887 (Nebengebäude)                                  | Putzfassade mit Satteldach, ortsentwicklungsgeschichtlich von Bedeutung Um 1850 könnte das traufständig zur Hauptstraße stehende Gebäude erbaut worden sein. Segmentbogenfenster und das Ziegelmauerwerk deuten darauf hin. Erste Blätter in der Bauakte befassen sich mit dem Bau eines Nebengebäudes 1886 für Friedrich Hermann Schille sowie eines Stalles 1887 (Johann Samuel Rehwagen wird hier genannt), in diesem Jahr wird das Wohnhaus als schiefergedecktes Gebäude erwähnt. Baumeister Arthur Huth aus Holzhausen übernahm 1932 den Auftrag von Grundstücksbesitzer Paul Zschille für eine Wohnhauserweiterung: der schmale Durchlass zum Nachbargrundstück wurde überbaut und das Obergeschoss aufgesetzt. Das Haus ist schmucklos verputzt und besitzt einen niedrigen Sockel, eine Seltenheit stellt das Frackdach des Hauses dar. Sanierungsarbeiten fallen hauptsächlich in die Jahre 2007 bis 2009. Für das 1932 umgebaute klassizistische Haus aus der Mitte des 19. Jahrhunderts ist ein baugeschichtlicher Wert zu konstatieren. LfD/2017 | 09259511 |
| Weitere Bilder                          | Bockwindmühle auf dem Steinberg | Stötteritzer Landstraße 78 (bei) (Karte) | 19. Jh. (Mühle)                                                                     | stand bis 1903 in Dreiskau, Außenhaut ist holzverkleidet, Flügel sind in Resten vorhanden, Technisches Denkmal, Erinnerungswert und Bedeutung für die Volksbildung | 09259474 |
| Direkt Bild zu diesem Denkmal hochladen | Grabmale auf einem Friedhof | Zaucheblick 2a (Karte)                   | nach 1876 (Grabmal)                                                                 | ältere Grabmale auf dem kirchlichen Friedhof Holzhausen, ortsgeschichtlich von Bedeutung | 09299331 |
|                                         | Seitengebäude eines ehemaligen Dreiseithofes | Zuckelhausener Ring 1a (Karte)           | um 1900 (Seitengebäude)                                                             | alte Ortslage Zuckelhausen, Putz-Klinker-Fassade, interessante Giebelgestaltung mit Fachwerk, Anklänge an den Heimatstil, ortsbildcharakterisierendes Gebäude, mit baugeschichtlichem und ortsentwicklungsgeschichtlichem Wert | 09259482 |
|                                         | Wohnhaus, Toreinfahrt (mit Pforte) und Vorgarten-Einfriedung eines Bauernhofes                                                                          | Zuckelhausener Ring 6 (Karte)            | bezeichnet 1910, im Kern älter (Bauernhaus), um 1890 (Toreinfahrt)                  | alte Ortslage Zuckelhausen, historisierende Putzfassade mit Satteldach, sehr stattliches Gebäude mit schönen Fensterbekrönungen, baugeschichtlich von Bedeutung | 09259483 |
| Weitere Bilder                          | Kirchhof Zuckelhausen | Zuckelhausener Ring 11a (Karte)          | 13. Jh.                                                                             | Kirchhof mit Einfriedung und Grabsteinen sowie Kirche mit Ausstattung (siehe Dorfkirche); alte Ortslage Zuckelhausen, baugeschichtlich und ortsgeschichtlich von Bedeutung | 09259476 |
| Weitere Bilder                          | Dorfkirche Zuckelhausen | Zuckelhausener Ring 11a (Karte)          | 13. Jh. im Kern (Kirche), 1791 Umbau (Kirche)                                       | Kirche mit Ausstattung; alte Ortslage Zuckelhausen, im Kern romanische Chorturmkirche, baugeschichtlich und ortsgeschichtlich von Bedeutung | 09259476 |
|                                         | Gedenksteine | Zuckelhausener Ring 11a (bei) (Karte)    | bezeichnet 1813 (Gedenkstein), bezeichnet 1913 (Gedenkstein)                        | Zwei Gedenksteine für die bei den Kämpfen um Zuckelhausen Gefallenen der Völkerschlacht bei Leipzig 1813; alte Ortslage Zuckelhausen (am Westeingang zum Kirchhof Zuckelhausen), Findlinge mit Jahreszahl-Inschrift, geschichtlich von Bedeutung | 09296218 |
|                                         | Wohnhaus eines Bauernhofes | Zuckelhausener Ring 13 (Karte)           | im Kern bezeichnet 1863 (Bauernhaus), Umbau 1911 (Bauernhaus)                       | alte Ortslage Zuckelhausen, Putzfassade mit Fachwerkelementen und Mansarddach, Reformstil-Architektur, ortsbildprägendes stattliches Gebäude, unverzichtbarer Bestandteil der alten Ortslage, baugeschichtlich und städtebaulich von Bedeutung Ein von Ch. F. Behmichen 1863 inschriftlich datierter Wohnhausbau erfuhr 1911 einen umgreifenden Umbau nach Plänen des Architekten Karl Hunger. Ein mächtiges Mansarddach mit Schopf und weitem Überstand verleiht dem Bau seine Unverwechselbarkeit am Anger. Der obere Teil des großen ortsbildprägenden Giebels weist zeittypisches Blendmaßwerk auf, der kubische Baukörper ist durch umlaufende Gesimse gegliedert. Aus der Erbauungszeit 1863 ist u. a. die Haustür original überkommen. Von Bedeutung die straßen- bzw. ortsbildprägende Wirkung sowie der wissenschaftlich-dokumentarische Wert des Hauses als Zeugnis ländlicher Lebensweise einerseits und der Übernahme repräsentativer städtischer Bauelemente. LfD/2011 | 09259479 |
|                                         | Wohnhaus, daran angebautes Seitengebäude, Vorgarten und Toreinfahrt eines ehemaligen Dreiseithofes                                                      | Zuckelhausener Ring 14 (Karte)           | Mitte 19. Jh. (Bauernhaus), um 1890 (Seitengebäude)                                 | alte Ortslage Zuckelhausen, Wohnhaus mit Krüppelwalmdach, Obergeschoss hofseitig Fachwerk, ortsbildprägende Hofanlage, baugeschichtlich von Bedeutung | 09259480 |
|                                         | Wohnhaus eines Bauernhofes | Zuckelhausener Ring 17 (Karte)           | 18. Jh. (Bauernhaus)                                                                | alte Ortslage Zuckelhausen, Obergeschoss Fachwerk, Krüppelwalmdach, Rest des sogenannten Berggutes, ortsbildprägendes Gebäude, Bedeutung für die Ortsgeschichte, Erinnerungswert, baugeschichtlich von Bedeutung | 09259477 |

## Ehemalige Kulturdenkmale
| Bild                                    | Bezeichnung                                        | Lage                           | Datierung                                                     | Beschreibung | ID       |
| --------------------------------------- | -------------------------------------------------- | ------------------------------ | ------------------------------------------------------------- | --- | -------- |
| Direkt Bild zu diesem Denkmal hochladen | Einfriedung und Hofpflasterung eines Dreiseithofes | Zuckelhausener Ring 12 (Karte) | um 1880 (Einfriedung); um 1880 (Hofpflaster); 1868 (Wohnhaus) | Einfriedung und Hofpflasterung eines Dreiseithofes in Ecklage Mölkauer Straße; gut erhaltenes Beispiel in exponierter Lage für die Bebauung des Rundlings im 19. Jahrhundert | 09259478 |